# C.C.
C.C. (яп. シー・ツー Си: Цу:) (в русских переводах произносится «Си-Си») — одна из главных героев популярного фантастического аниме-сериала Code Geass: Lelouch of the Rebellion, выходившего на экраны в 2006—2008 годах. Её озвучивала известная сэйю Юкана. C.С. — ненастоящее имя. В первом сезоне её настоящее имя случайно узнает Лелуш, однако зрителю оно так и не раскрывается.

## Награды
На 29-м Anime Grand Prix С.С. заняла третье место среди женских персонажей, а в последующие два года (30-й и 31-й Anime Grand Prix) была на первом месте.

## Описание персонажа
C.С. — бессмертная девушка, которая выглядит на 17 лет. Она становится сообщницей Лелуша Ламперужа, заключив с ним контракт о Гиассе. Она упряма, и делает всё, что ей угодно, не считаясь с мнением окружающих, особенно Лелуша. Она любит скрывать информацию, сообщая людям лишь то, что оставит их в замешательстве. C.С. обожает пиццу (возможно, любовь к пицце — последствие её голодного детства, см. далее) и постоянно заказывает её в дом Лелуша (используя для этого его кредитку). Её любовь к пицце часто приводит к комедийным ситуациям, дважды она рисковала быть схваченной лишь для того, чтобы отведать кусочек гигантской пиццы, сделанной студсоветом академии Эшфорд (приготовления которой были сорваны оба раза). Лелуш и Каллен иногда называли её «пиццеедкой».
Перед тем, как получить возможности Гиасса, C.С. была десятилетней рабыней-сиротой. Монашка дала ей Гиасс, который заставлял всех любить её. Как только сила C.С. достигла своего предела, и она устала от многочисленных подарков и предложений, монахиня отдала своё бессмертие C.С., после чего ушла из жизни. В конце первого сезона можно увидеть воспоминания C.С. о своём прошлом, в которых она «умирала» множество раз в течение пролетавших веков. В специальном бонусе в 5 DVD она рассказывает Лелушу о таких людях, как Джордж Вашингтон и Франклин Бенджамин, будто она с ними давно знакома. По её словам, она заключала контракты с сотнями людей в течение своей жизни, но практически никто из них не мог стать достаточно сильным, чтобы забрать её бессмертие. Её сила заинтересовала Британию, и C.С. была поймана с целью экспериментов над ней.
Такая её жизнь привела к тому, что C.С. стала одинокой и отдалённой от окружающих (что она старательно прячет, особенно от тех, кто не слишком хорошо с ней знаком), даже не заботясь о тех, с кем заключила контракты, хотя раньше она была слегка испорченной, но очень весёлой и жизнерадостной девушкой. Она говорила Лелушу, что она живёт так долго, что уже не может понять, кто её любит, а кто ненавидит. В силу её характера и образа жизни, она была одинокой на протяжении всех своих воспоминаний. На это он ответил: «Ты не одна. Мы сообщники. И если ты ведьма, тогда я стану властелином тьмы». Лелуш — первый, кто действительно заботился о ней и хотя бы пытался ответить взаимностью на её чувства; она неожиданно его целует после того, как поделилась с ним воспоминаниями. Но, как бы то ни было, она заявляет, что использует Лелуша только для того, чтобы он смог выполнить её желание.
Интересна также следующая закономерность: каждый сезон начинается и заканчивается сценами с C.С. В сезоне 1 в первых кадрах C.С. стоит посреди макового поля, наблюдая за десятилетними Лелушем и Судзаку, в последних кадрах сезона — мы видим её в кресле пилота, тонущую в океане. Сезон 2 начинается с C.С., пилотирующей дирижабль с Чёрными Рыцарями, а заканчивается сценой с C.С., лежащей в повозке.

## Представление C.С. в сериале
Первый сезон.
C.С. появляется в самом первом эпизоде сериала, где она спасается из фальшивой газовой капсулы, украденной японскими повстанцами. Она спасает Лелуша Ламперужа от британских солдат, пытающихся поймать и вернуть её. Она получает смертельное ранение вместо Лелуша и предлагает ему силу Гиасса взамен на выполнение её желания. Лелуш принимает этот контракт и получает силу, которая позволяет управлять действиями других людей. Он оставляет мёртвое тело девушки на полу.
Она внезапно появляется снова, войдя в дом Лелуша (Наннали принимает её за служанку) в конце четвёртой серии. В начале пятой она складывает оригами вместе с Наннали, чем вводит в полное замешательство Лелуша, вернувшегося домой. И с этого момента она наблюдает за его действиями, оберегая его и помогая остаться в живых. Иногда она переодевается в его одежду и исполняет роль Зеро, помогая ему в особо опасных ситуациях.
В битве при Нарите Лелуш спасается с раненной C.С. в пещере. Там он узнает, что её невозможно убить, и что она быстро регенерирует. Будучи без сознания, она шепчет своё имя. Лелуш благодарит её за всё. Она плачет, и говорит, что впервые в жизни она слышит слова благодарности, и просит Лелуша нежно назвать её по имени. Лелуш шёпотом произносит имя, но звук падающих капель воды его заглушает.
Когда C.С. появляется в Ордене Черных Рыцарей, она, хоть и не официально, считается ближайшим советником Зеро. Но её упрямое поведение и отсутствие должности раздражает некоторых старых членов Ордена, что вносит неразбериху в её положение. Так, Тамаки называет её всего лишь любовницей Зеро, но она отрицает это. Когда у Ордена Черных Рыцарей появляется Гавейн, она становится пилотом этой машины.
В финале первого сезона она использует свою машину в битве против Джеремии Готтвальда, для того чтобы Лелуш смог спасти свою сестру. Она утаскивает себя и Джеремию на дно океана, чтобы прекратить сражение, попутно рассуждая, что все действия Лелуша были сделаны лишь с одной целью: добиться хоть немного счастья в этом мире. Она была раздавлена давлением воды, но, будучи бессмертной, ожила, оказавшись на поверхности.
Второй сезон.
В начале второго сезона C.С. командует Чёрными Рыцарями. Она и выжившие члены ордена планируют операцию по возвращению Зеро, чья память была стёрта императором Британии. Несмотря на сопротивление британской разведки, операция была успешной, а C.С. удалось восстановить память Лелуша. После этих событий она вновь возвращается на свой привычный «пост». Во втором сезоне С.С. гораздо чаще исполняет роль Зеро, так как Лелуш должен находиться в Академии на виду у британской разведки.
Оказалось, что в прошлом она возглавляла Культ Гиасса, секретную организацию, изучавшую и производившую новых носителей Гиасса. V.V. стал новым лидером организации и перенёс её штаб квартиру куда-то в Китайскую Федерацию. После обнаружения штаб-квартиры Лелуш отдаёт приказ C.С. уничтожить её. Она убивает подчинённых V.V., когда те пытаются сбежать и стереть все следы сосуществования Гиасса. Отправившись в Мир С. и встретившись там с Императором Чарльзом, Лелуш узнает её прошлое, а также то, что он станет бессмертным, если выполнит её желание умереть. C.С. пытается спасти Лелуша и предлагает свою жизнь Императору. Но Лелуш отказывается видеть, как она умирает несчастной, и спасает её. Тем не менее C.С. теряет силу Гиасса и все связанные с ним воспоминания, а также своё бессмертие. Она снова считает себя рабыней и остаётся с Лелушем, думая, что это её новый хозяин.
Когда личность Зеро была открыта Ордену Черных Рыцарей, и Ролон спас Лелуша от них, C.С. осталась позади. Марианна в теле Ани находит C.С. и возвращает её воспоминания. Вдвоём они отправляются на Каминедзиму, по пути спасая Судзаку. Марианна входит в Меч Акаши, в то время как C.С. остаётся поговорить с Судзаку. Она сравнивает себя с ним, потому что они оба встречались со смертью, с которой не могут примириться. Судзаку с ней не соглашается и заставляет её отправить их в Мир С., к Мечу Акаши; тем самым он позволяет Императору начать Рагнарёк (который был бы невозможен без участия C.С. — она была в курсе его плана). Лелуш, обратившись к коллективному сознанию, убивает императора Чарльза и Марианну, а C.С. избегает этой участи, так как она отказалась от участия в их планах.
После этого C.С. наблюдает за действиями Лелуша в качестве нового Императора. Она в курсе его плана. Она пытается успокоить и поддержать его. Перед решающий битвой C.С. спрашивает Лелуша, ненавидит ли он её за силу Гиасса и изменение его жизни. Лелуш объясняет, что он благодарен и ей и Гиассу за то, что они позволили продвинуться его плану. Она улыбается, и говорит, что никогда прежде не встречала такого, как он. Они подходят к друг другу, но их прерывает Каррен в своём «Гуррене», которая пытается убить Лелуша. C.С. ввязывается в битву, давая ему время спастись и на прощанье сказав ему, чтобы он вернулся и заставил её улыбаться. Во время боя Каррен спрашивает, любит ли C.С. Лелуша. С. С. в этом не уверена и всё ещё желает прекратить свою бесконечную жизнь. Она проигрывает, но успевает спастись, удивляясь при этом, что её ещё заботят победы и поражения. Во время запланированного убийства императора Лелуша она молится за него в церкви, плачет и говорит, что это цена, которую он заплатил за использование Гиасса на людях.
В эпилоге C.С. путешествует по живописной местности, лежа в телеге. Она говорит, что Гиасс приносит лишь одиночество, но Лелуш доказал ей, что это не так. Она улыбается, а затем поворачивается к вознице (либо просто смотрит в небо) и спрашивает: «Да, Лелуш?».

## Силы и навыки C.С
C.С. бессмертна, она не стареет, и её невозможно убить обычным способом. Её смертельно ранили множество раз, она была раздавлена давлением воды, сожжена на костре инквизиции, казнена на гильотине, пережила множество пыток, но ничто не могло ей навредить. C.С. может давать другим людям силу Гиасса, которая у каждого разная. У неё знак Гиасса на лбу и такой же (в виде шрама) под левой грудью.
Вблизи другого человека C.С. может воздействовать на разум, показывая хаотичные картины вперемешку с воспоминаниями своей цели. Физический контакт с целью облегчает этот процесс. Она показала Судзаку воспоминания о его отце (которого он убил) и её собственные воспоминания. Эти образы привели его в ужас. Этот эффект может происходить внезапно из-за различных событий, например, тогда, когда Гиасс Лелуша стал постоянно активным. Этот эффект назван смешанным сознанием.
Кроме мистических возможностей, C.С. умелый лидер, способный выручить Лелуша из трудных ситуаций. Она умеет обращаться с огнестрельным оружием, а также кажется вполне натренированной в искусстве ближнего боя. Она также является неплохим пилотом и справляется как с обычными моделями Рыцарей, так и с «Гавейном» Лелуша. По её признанию, она умеет делать практически все сама, но предпочитает, чтобы другие делали это за неё.

## Критика и отзывы
- C.C. заняла 10 место в списке «Доска почёта. Бессмертные» журнала «Мир фантастики». Авторы добавили, что причина успеха героини — это то, что она идеальная бессмертная красавица, как хотел бы её видеть массовый зритель[2].